# Pseudafroneta
Pseudafroneta là một chi nhện trong họ Linyphiidae.